# Epidendrum fulgens
Epidendrum fulgens là một loài thực vật có hoa trong họ Lan. Loài này được Brongn. mô tả khoa học đầu tiên năm 1834.

## Hình ảnh

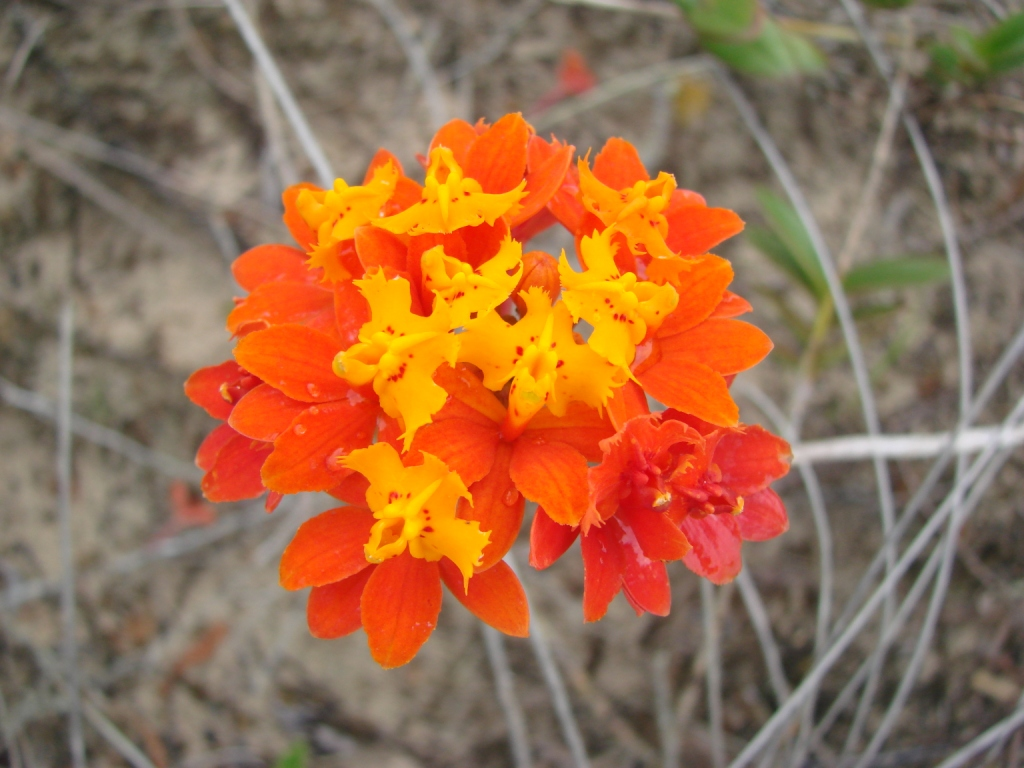
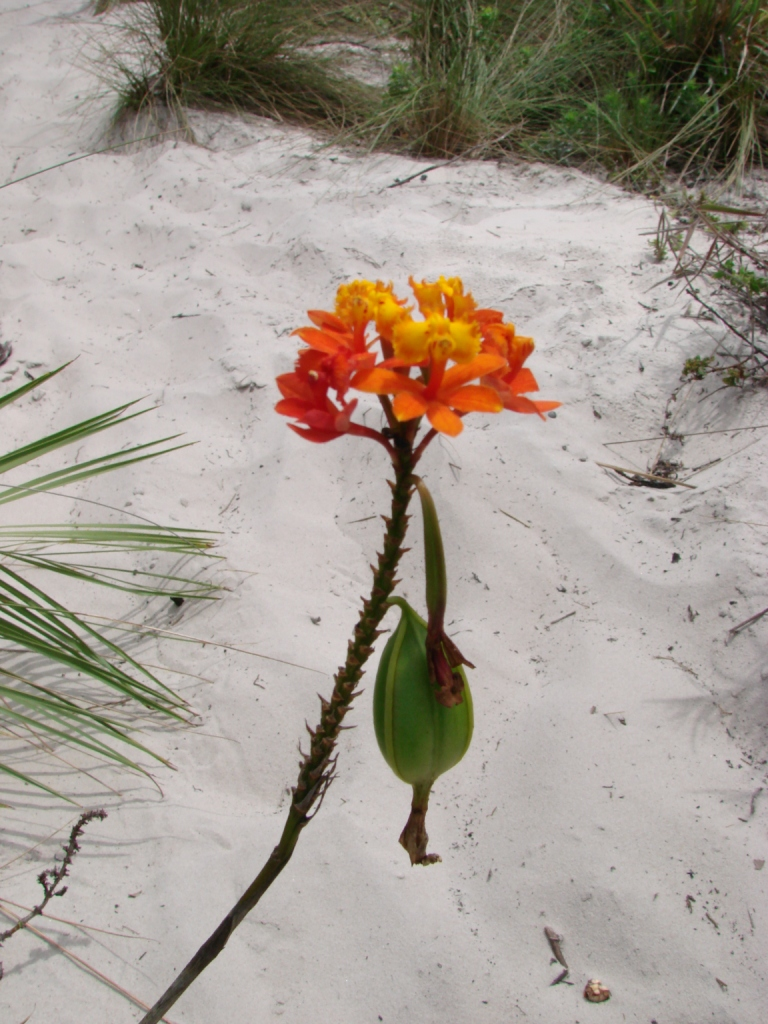